# Astragalus edmondstonei
Astragalus edmondstonei là một loài thực vật có hoa trong họ Đậu. Loài này được (Hook.f.) Robinson miêu tả khoa học đầu tiên.